# Priit Kolbre
Priit Kolbre (17 de fevereiro de 1956 em Tallinn - 19 de junho de 2006 Vantaa, Finlândia) foi um diplomata da Estónia.
Em 1991, ele formou-se na Escola de Diplomacia da Estónia. A partir de 1990 ele trabalhou para o Ministério das Relações Externas da Estônia.
Ele foi Embaixador da Estónia à Santa Sé. Entre 2005 e 2006 foi Embaixador da Estónia na Finlândia.
Em 2001 ele foi premiado com a Ordem do Brasão de Armas Nacional, V classe.
Em 19 de junho de 2006, Kolbre foi encontrado morto num veículo com o motor ligado no aeroporto de Helsínquia-Vantaa em Vantaa, na Finlândia, aos 50 anos. A causa da morte foi determinada como relacionada com o coração.